# Гумилевская, Марта Владимировна
Марта Владимировна Гумилевская (в девичестве — Шпольская; 1 марта 1903, Воронеж — 24 июня 1976, Москва) — советский прозаик, радиодраматург, популяризатор научных знаний.

## Биография
Родилась 1 марта 1903 года в Воронеже, в принявшей лютеранство еврейской мещанской семье из Одессы. Её отец Владимир Яковлевич Шпольский (1855—1903), петербургский представитель Воронежского маслобойного и мыловаренного завода товарищества «Н. А. Клочков и К°», умер вскоре после её рождения — 24 апреля 1903 года. Окончила в Воронеже частную женскую гимназию Е. Л. Нечаевой.
В 1922 году уехала в Москву, где училась в музыкальном техникуме, позднее — на факультете литературы и языка государственного педагогического института. Литературный секретарь в Партиздате (с 1932). Ответственный секретарь редакции журнала «Детская литература» (с 1934). Сотрудник Детгиза (с 1936). С 1937 года печаталась в журнале «Знание — сила». После Великой Отечественной войны — редактор детского вещания на Всесоюзном радио, затем — на телевидении. Одна из создателей серии радиопьес «Клуб знаменитых капитанов». В 1954—1967 годах инсценировала для радио произведения Чарльза Диккенса, Жюля Верна, Артура Конан Дойла и других. Работала в жанре научно-художественной литературы. Публиковалась в детском альманахе «Круглый год» (конец 1950-х — 1960-е годы) и многих других изданиях.
Умерла в Москве 24 июня 1976 года.

## Семья
- Брат — Александр Вольдемарович (Владимирович, Вульфович) Шпольский (1881[6][7]—1939), педагог, автор трудов в области бухгалтерского учёта[8], учредитель частного коммерческого училища А. В. Шпольского в Воронеже[9].
- Брат — Эдуард Владимирович Шпольский, физик, лауреат Государственной премии СССР.
- Сестра[10] — Евгения Владимировна Тидебель (1883—?)[11], преподаватель французского языка в Воронежском коммерческом училище А. В. Шпольского, учредительница собственного училища Е. В. Тидебель[12], была замужем за скрипачом и педагогом О. Ф. Тидебелем (1863—1918).

## Издания
- Как открывали мир: из истории открытий и путешествий / Марта Гумилевская. — Москва : Зебра Е : Аргументы недели, 2011. — 253, [1] с. : ил.; 25 см. — (Планета знаний) (Подарим детям мир знаний) (Обо всем на свете родителям и детям).; ISBN 978-5-94663-722-0
- Где тепло и где холодно: [Для младш. школьного возраста] / [Ил.: Ю. Молоканов]. — Москва : Малыш, 1964. — 52 с. : ил.; 22 см.
- Большой дом человечества [Сборник] : [Для сред. возраста] / Сост.: М. Гумилевская. — Москва : Дет. лит., 1966. — 423 с. : ил.; 21 см.
- Почему так бывает: [Для младш. школьного возраста] / Рис. Э. Беньяминсона. — Москва : Дет. лит., 1968. — 145 с. : ил.; 23 см.
- Почему так бывает?: [Для мл. школьного возраста] / Рис. Э. Беньяминсона. — Москва : Дет. лит., 1972. — 145 с. : ил.; 22 см.
- Как открывали мир: Из истории путешествий и открытий : [Для младш. и сред. возраста] / [Ил.: Ю. Киселев]. — Москва : Дет. лит., 1971. — 191 с. : ил.; 21 см.
- Где мороз, а где жара: [Для мл. школьного возраста] / [Ил.: И. Чураков и А. Колли]. — Москва : Дет. лит., 1974. — 176 с. : ил.; 25 см.
- Где мороз, а где жара : [для среднего школьного возраста] / М. В. Гумилевская; ил. Ю. С. Сметаниной. — Москва : Просвещение, 2007. — 175 с. : ил.; 24 см. — (Твой кругозор).; ISBN 978-5-09-017960-7
- Почему так бывает? : Кн. для учащихся [мл. и сред. шк. возраста] / Марта Гумилевская. — Минск : Нар. асвета, 1987. — 85,[1] с. : ил.; 22 см.
- Почему так бывает? : Для мл. шк. возраста / Марта Гумилевская; [Пер. Н. Раджаб]. — Душанбе : Адиб, 1989. — 140,[1] с. : ил.; 22 см.
- Почему так бывает?: [для младшего школьного возраста] / Марта Гумилевская; [худож. Э. Беньяминсон]. — Москва : Оникс-Лит, 2013. — 191 с. : ил.; 24 см; ISBN 978-5-4451-0198-7
- Как открывали мир: Из истории путешествий и открытий : [Повести : Для мл. школьного возраста] / Марта Гумилевская; [Рис. Ю. Киселева и Т. Лоскутовой]. — Переизд. — Москва : Дет. лит., 1977. — 366 с. : ил.; 20 см. — (Библиотечная серия).